# 33-й отдельный инженерный полк
33-й отдельный инженерный полк — инженерная часть РККА, участвовавшая в обороне Брестской крепости в 1941 году.
В настоящее время в восстановленной казарме полка расположен музей мемориального комплекса «Брестская крепость-герой». Во время обороны там располагался объединённый штаб обороны крепости. Сокращённое действительное наименование применяемое в служебных документах — 33 оип.

## Формирование
Приказом Генерального штаба 33-й отдельный инженерный полк был сформирован в январе 1941 года на основе 140-го отдельного инженерного батальона, расквартированного в кольцевых казармах Брестской крепости. Личный состав полка занимался строительством 62-го укреплённого района. Полк имел окружное подчинение и подчинялся непосредственно командованию Западного особого военного округа. Штатная численность 1 000 человек. 140-й батальон уже к этому времени имел некоторый опыт действий в Западной Белоруссии и Литве. В частности при демаркации границы между Союзом ССР и Германией в 1940 году батальон с помощью дамб и подрыва заряда тола перенаправил течение Буга из основного русла в старицу, после чего весь периметр Брестской крепости оказался на советской стороне границы. При этом докладом генерал-инспектора инженерных войск Красной Армии М. П. Воробьёва Наркому обороны СССР С. К. Тимошенко «Об итогах боевой подготовки инженерных войск ЗапОВО за летний период 1940 г.» подготовка 140 батальона была признана слабой.
3 мая 1941 года в полку из бывших военнослужащих польской армии была сформирована рота переменного состава. В мае — июне из прибывающих военнослужащих формировались батальоны.

## Оборона Брестской крепости
Считается, что на момент начала войны полная численность полка составляла 1 150 человек (1 000 основного + 150 человек приписного состава), однако полк был недоукомлектован, реально в его составе было около 600 человек, из которых не менее половины были заняты на строительстве укреплений вне крепости. При этом полковая школа 5 мая выбыла в летний лагерь к селу Бульково, оставив на Центральном острове лишь караульные и хозяйственные взвода и писарей, всего от 150 до 300 человек. На Северном острове, в казематах Кобринского укрепления располагался автовзвод и некоторые хозяйственные части, там же в палаточном лагере находилась рота приписного состава. Известно, что около 150 человек участвовало в атаке на церковь Святого Николая утром 22 июня, из них около 100 непосредственно, а остальные прикрывая их огнем из окон казармы, неизвестное количество погибло во время артподготовки.
22 июня одновременно с артподготовкой штурмовые группы немцев заняли столовую в казармах 33 оип, столовую комсостава (бывший дом ксендза) и клуб (церковь Св. Николая). После построения в коридоре на первом этаже казарм бойцы 33 оип заняли оборону у окон. Удалось доставить в казармы патроны к винтовкам и ручные гранаты, продукты. Взрывчатки у бойцов не было, считается, что командир полка Смирнов, выйдя из крепости, уничтожил принадлежавший полку склад со взрывчаткой. Одновременной атакой с нескольких сторон, с большими потерями удалось отбить здание церкви. Считается, что значительная часть приписного состава и бывших военнослужащих польской армии сдались в плен после окончания немецкой артподготовки.
23 июня командирам и бойцам 33 оип удалось с помощью связок ручных гранат взорвать перекрытие столовой и отбить её у немцев, захватив несколько пленных.
24 июня территория цитадели была полностью очищена от смотровых групп и в помещение казарм 33 оип был перенесён командный пункт обороны, где капитаном Зубачевым и комиссаром Фоминым был продиктован Приказ № 1 (записан под диктовку лейтенантом Виноградовым) о формировании из «оставшихся частей 84 сп, 455 сп, 333 сп, 33 инженерного полка, 132 отд. бат-на войск НКВД» роты в составе 4-х взводов — 3 строевых и 1 пулемётного. В приказе слова о немедленном выходе зачеркнуты и заменены на «организованного боевого действия». Большая часть бойцов осталась в подвалах казарм и поддержала огнем прорыв группы Виноградова (возможно, в соответствии с разработанным планом, а возможно отказавшись выходить из подвалов). Фактически известно, что бойцы 33 оип и 445-го стрелкового полка действовали совместно, но фактов, подтверждающих исполнение приказа и установления общего командования не обнаружено.
26 июня немецким сапёрам удалось взорвать часть стен казармы 33 оип и её защитники сдались. Фактически к этому времени они контролировали только подвалы казармы и подходы к ним. Тем не менее группе Фомина-Зубачева удалось продержаться до темноты и попытаться прорваться из крепости (безуспешно).
Погибли или попали в плен также и многие бойцы полка, находившиеся вне крепости. Фактически лишь нескольким бойцам 33 оип удалось покинуть крепость, среди них командир полка Иван Николаевич Смирнов, замполитруки Виктор Степанович Анискевич и Владимир Антонович Бачура. Кроме того нескольким бойцам удалось бежать из плена и некоторые из приписного состава были отпущены из плена как местные жители.

## Командный состав[7]
- И. о. командира полка — майор Смирнов, Иван Николаевич (1900—1975)
- Ответственный секретарь бюро ВКП(б) — старший политрук Макаренко, Лаврентий Яковлевич (1905 — 26.06.1941)
- Ответственный секретарь бюро ВЛКСМ полка — заместитель политрука Исрапилов, Гаджи-Махмуд Абдул-Муталибович
- Заместитель командира полка по политической части  — батальонный комиссар Жучков, Иван Васильевич[8]
- Помощник командира полка по снабжению — интендант 2-го ранга Ушаков, Кузьма Васильевич (1905—1979)
- Помощник командира полка по технической части – воентехник 1-го ранга Ермоленко, Пётр Ефремович
- Начальник штаба — капитан Борсук, Константин Кузьмич
- Помощник начальника штаба — старший лейтенант Щербаков, Николай Фёдорович (1908 — 26.04.1941)
- Начальник склада НЗ — лейтенант Зеленков, Владимир Григорьевич
- Начальник водолазной станции — младший лейтенант Мерцалов, Иван Иосифович
- Начальник школы МНС — капитан Соловьев, Анатолий Павлович
- Начальник полковой школы — старший лейтенант Кравченко, Лука Игнатьевич
- Замполит полковой школы — политрук Поздняков М. У.
- Командир батальона — старший лейтенант Тараторкин, Григорий Фёдорович
- Командир моторно-инженерного батальона — старший лейтенант Рябоконь, Фёдор Никонович
- Командир инженерного взвода — младший лейтенант Васильев, Александр Иванович
- Командир инженерного взвода — младший лейтенант Алексеев, Алексей Иванович
- Командир инженерного взвода — младший лейтенант Пятаев, Николай Денисович
- Командир инженерного взвода — младший лейтенант Щербак, Григорий Васильевич
- Командир саперного взвода — младший лейтенант Лосев, Фёдор Михайлович
- Командир взвода заграждения и минирования Супруненко, Иван Фомич
- Командир электротехнической роты — лейтенант Кульков, Степан Купреевич
- Командир роты переменного состава — старший лейтенант Сорокин, Алексей Васильевич
- Командир строительно-бурового взвода — младший лейтенант Терехов, Михаил Фёдорович
- Командир дорожного взвода — младший лейтенант Пешков, Николай Дмитриевич
- Командир дорожного взвода — младший лейтенант Колышкин, Дмитрий Дмитриевич
- Командир дорожного взвода — младший лейтенант Пигузов, Георгий Васильевич
- Командир переправочного взвода — младший лейтенант Савостьянов, Николай Харламович
- Командир хозяйственного взвода — младший лейтенант Прусаков, Василий Иванович
- Командир хозяйственного взвода — младший лейтенант Жариков, Митрофан Сергеевич
- Командир технического взвода — младший лейтенант Чистоходов, Николай Александрович
- Командир маскировочного взвода — младший лейтенант Коротков, Игнатий Евстафьевич
- Командир маскировочного взвода — младший лейтенант Костылев, Иван Павлович
- Лейтенант Киреев, Иван Васильевич
- Лейтенант Кутихин, Максим Григорьевич
- Лейтенант Шот, Моисей Вульфович
- Младший лейтенант Левковский, Адам Викторович
- Командир взвода — младший лейтенант Зибарёв, Алексей Семёнович
- Командир взвода — младший лейтенант Ермаков, Николай Петрович
- Командир взвода — младший лейтенант Ефимчик, Кирилл Леонтьевич
- Командир взвода — младший лейтенант Козлов, Пётр Семенович
- Командир взвода — лейтенант Лемешко, Фёдор Фёдорович
- Командир взвода — лейтенант Момонт, Пётр Михайлович
- Командир взвода — лейтенант Пронин, Михаил Андреевич
- Командир взвода — лейтенант Тимофеев, Максим Павлович